# Кузьминский гидроузел
Кузьминский гидроузел — гидроузел на реке Ока. Расположен в районе села Кузьминское, Рязанской области.
Гидроузел предназначен для поддержания и регулирования уровня воды в реке Ока, на участке вверх по течению до Белоомутского гидроузла, и ограниченно в нижнем течении.

## Причины строительства
Существующий гидроузел построен в 2010-х взамен старого, построенного в 1913 году и имевшего напор всего 3,5 метра, узкую шлюзовую камеру, серьёзные деформации конструкций, а также высокую трудоёмкость обслуживания.

## Технические характеристики
Заказчик — ФГБУ «Канал им. Москвы» Росморречфлота.
Проектировщик — ЗАО «Акватик».
Генеральный подрядчик — ООО «Строительная компания Сталь».
В состав гидроузла входят бетонные гравитационная водосливная плотина и однокамерный судоходный шлюз. Водосброс осуществляется при помощи системы сегментных затворов.

## Финансовые показатели
Общая сметная стоимость объекта составляла 5,3 млрд рублей.

## История строительства
В 2010 году в связи с опасным состоянием старого гидроузла рассмотрен вопрос о строительстве современной новой плотины.
В 2011-12 году был разработан проект, и уже в декабре 2012 года был подписан контракт.
16 октября 2015 сооружения поставлены под рабочий напор, с поднятием верхнего бьефа до нормального подпорного уровня.
Кузьминская плотина является единственным крупным судоходным гидроузлом построенным в стране за период с 1987 по 2016 год.